# 安生洋二
安生 洋二（あんじょう ようじ、1967年3月28日 - ）は、日本の元男性プロレスラー・プロ格闘家、元GLORYスポークスマン。東京都杉並区出身。血液型A型。

## 来歴

### 少年期 - UWF時代
幼稚園の年少の時より小学校4年生の頃までニュージーランドで過ごす。中学生の頃に初代タイガーマスクを見て魅了されるが、本格的にプロレスに興味を持ったのは第1次UWFでの高田延彦の試合を見てからで、埼玉県立和光高等学校卒業後、UWFに入門。
1985年7月8日、広島県立体育館での星名治戦でデビュー。同年末、第1次UWFが興行活動を停止後、UWF軍として新日本プロレスに参戦。
1987年、新日本プロレスのヤングライオン杯に出場。
1988年の新生UWFの設立に参加。

### UWFインターナショナル時代
1991年の第2次UWF解散後はUWFインターナショナルに加わる。安生いわく「WOWOW（リングス）もメガネスーパー（藤原組）も嫌だった、意地があった、それまで高田さんについていくだけだったが、お膳立てじゃなく自分たちで時代を作る」と決意していたとのこと。選手として戦う傍ら、取締役として団体経営にも携わるようになる。特に、堪能な英会話力を生かして、外国人レスラーとの折衝にあたった。また、道場での強さを評して「ラッパ先生」と呼ばれた。

#### グレイシー道場破り事件
UWFインターナショナルに所属していた1994年12月7日、ロサンゼルスのヒクソン・グレイシー柔術アカデミーへ道場破りに行き、ヒクソン・グレイシーに挑戦。非公式試合ながら多くのヒクソンの弟子たちが見守る中、なすすべなく倒されパウンドを浴び、チョークスリーパーで失神させられた。その1か月ほど前「ヒクソンには200％勝てる」と公言し、前夜も朝方まで忘年会で浴びるほどに酒を飲むなどの余裕を見せていた挙句の敗北であった。この行動は、ヒクソンと対戦交渉を進めていたUWFインター側が、なかなか結論を出さないヒクソンを挑発するために行った外交交渉の意味合いがあった。その使者（刺客）として送り込んだのが、当時道場でも一番の実力者とされた安生であったという。良くも悪くも、結果的にこの事件によりUWFインターは業界で大きな注目を集め、3年後にPRIDE（ヒクソンvs高田延彦戦）が企画されるきっかけにもなった。詳細はヒクソン・グレイシーのリンク先を参照。
ただしグレイシー道場破りの失敗は安生本人にとって格闘家人生のトラウマとなり、後に「面と向かって高田さんの前に立てなくなった。自殺も考えた」と語っている。

#### ゴールデン・カップス
1995年からは、新日本プロレスとの対抗戦に出場。高田延彦に次ぐUWFインターNo.2として長州力、蝶野正洋、佐々木健介といった大物と対戦した。長州、佐々木には完敗したが（特に「10・9」の長州戦に関しては、この試合が決まるや「210％勝てる」と発言したが、試合はバックドロップ→リキラリアット→サソリ固めの連携でわずか4分05秒で敗れ、実況の辻義就アナから「問題になりません!」などと言われるほどの負けっぷりであった）、伝説の「10・9」から数日後のUインター主催の蝶野戦ではメインイベントで入場してきた蝶野を奇襲の蹴りで失神させた上変形足4の字固め（通称:グランドクロス200）で大金星といえる勝利を飾る。試合後、控室で「（頭を指差しながら）ここの差だね。“天才は天才を知る”と言いますが…」と発言した。ちなみに、この蝶野戦での試合後のインタビューでは当時武藤敬司が保持していたIWGPヘビー級王者のへの挑戦を匂わせるコメントを残していたが、これは実現しなかった。約2ヵ月後に行われた再戦（新日本主催）では蝶野にバタフライロックで敗れている。また、「UWFは垣原とかに任せて、プロレス界は僕が背負って立ちます」と宣言するなど、そのビッグマウスぶりが話題になる。その後はMr.200％を名乗り高山善廣、山本健一（現・山本喧一）と「ゴールデン・カップス」を結成する。ちなみに1995年10月9日の東京ドームにおける安生戦での長州の試合後のコメントが、かの「キレてないですよ」（正確には「キレちゃいないよ」）である。一方の安生は長州戦後、「今日はあんまり無理はしなかった」「次回できるもんなら無理してみますよ」「これで僕も心を入れ替えて、謙虚な男に生まれ変わりますよ!」「謙虚イズベスト!」などとふざけたコメントを残し、記者達を爆笑させた。
1996年1月4日、新日本の東京ドーム大会で実現した冬木弘道との試合では、冬木のわきがが臭いとの公言どおり、デオドラントスプレーを持参しリングインし、ボディーチェックの際にスプレーを投げ「腋にスプレーしろ」と強要（冬木はセコンドの邪道・外道に実際にスプレーさせた）するものの試合開始後すぐ逆に渡したスプレーで目潰しを食らい外道に鼻と口をガムテープでぐるぐる巻きにされた上、ラリアットを浴び敗戦。また、同年夏まで続いた冬木軍対ゴールデン・カップスの抗争は、ガムテープ以外にも、パンティー、生卵、生きたタコ等が凶器として使用されるハチャメチャなものだった。後に冬木とはタッグを結成。
1996年7月20日、声優の富沢美智恵とゴールデン・カップスの共同名義で、CDアルバム『OHTACO』をリリース。記者会見では「今年の紅白歌合戦に出る」と宣言するも、出場はできなかった。
1996年6月30日には力道山メモリアル（横浜アリーナ）にも参戦し藤原喜明と対戦（両者リングアウト）。また、同年8月17日には神宮球場で高田延彦と「Uインター頂上対決」を行うも、キックの連打の前にTKO負け。
1996年末にUWFインターナショナルが解散。翌1997年にキングダムを設立するもののまもなく活動停止に追い込まれた（1998年3月）。その後は全日本プロレスなどに参戦する傍ら、総合格闘技やK-1にも出場。K-1では佐竹雅昭と対戦するもTKO負け。全日本プロレスでは2001年に天龍源一郎とのタッグで第44代世界タッグ王座を獲得した他、チャンピオン・カーニバルや世界最強タッグ決定リーグ戦にも出場した。
2003年には長州力が設立したWJプロレスに参戦。

### ハッスル時代以降
2004年からはプロレスイベント「ハッスル」で、高田モンスター軍のアン・ジョー司令長官として参戦していた。この年は道場破りから10年となる節目の年でもあり、同年12月31日の『PRIDE 男祭り 2004』ではグレイシー一族のハイアン・グレイシーと対戦。敗れはしたものの一区切りをつけた。
ハッスル消滅後はプロレスの表舞台から一時姿を消し、格闘技イベント「戦極」や「GLORY」の裏方として活動。一方で元UWFインター代表の鈴木健が経営する東京都世田谷区の串焼き屋「市屋苑」に就職した。
2015年3月19日にラストマッチを行い引退。引退後は引き続き前述の串焼き屋に勤務している。

## ハッスルでの立場
ここでは安生洋二との違いを主に記載する。主にハッスルでは高田モンスター軍に属しており、高田総統の側近として活躍する。アン・ジョー司令長官と安生洋二の関係は、高田総統と高田延彦、島田工作員と島田裕二のそれに近い。

### アン・ジョー司令長官
ハッスルでは鬼教官の異名を持つ。ニックネームは、Mr.300%。高田総統の「ビターン」により、様々な姿に変身する。主な言語は英語である。日本語も話すが、一部の単語は英単語を用いる場合が多く、基本的に日本語文を読むことはできない。
ファイトスタイルは安生洋二とほとんど同じであるが、対戦相手に応じて攻撃パターンが異なり、新人や若手レスラーに対しては拷問刑に近い技を繰り出し、怪我が完治していない相手に対しては怪我の部位を徹底的に攻略するなど、頭脳プレーも時折見せている。
2004年の「ハッスル・ハウス クリスマスSP」ではモンスター軍全敗の責任を負い、降格こそ免れたが（インリン様がNo.2に昇格したため、実質的には降格となった）、インリン様に腕を折られるという制裁を味わった。

### アン・ジョー之助
アン・ジョー司令長官に高田総統が「ビターン」を注入した姿であるが、アン・ジョー司令長官自身はアン・ジョー之助とは別人と主張している。タイガー・ジェット・シンとタッグを組むことが多い。主に竹刀を持って登場し、相手に対して攻撃する姿は上田馬之助に酷似している。

## 前田日明との確執
1994年、リングスとUWFインターナショナルとの対抗戦の交渉が不調に終わったことに不満を募らせ「前田なんて前の（新生）UWFで終わった人間。堕ち行く己の価値をごまかすためにUWFインターを利用しようとした。高田さんを出すまでもない。僕でも200％勝てますよ」と挑発。一方、前田の側もプロレス誌で「安生と道で会ったらタダでは済まさん。家族の前で制裁を加える」と発言した。これについて、安生の自宅の襲撃を前田が示唆したとして、UWFインターは前田を名誉毀損と脅迫で告訴した。この問題は前田が記者会見を開いて謝罪することで告訴取り下げとなり、いったんは収まった。
1996年6月10日、ホテルオークラでのFIGHTING TV サムライ開局のパーティーでは前田が安生を「なめんなよ」と小突く。アントニオ猪木が仲裁に入ったとされている。
1999年11月14日には、UFC-J会場において、「前にやられた時のお返し」として背後から不意打ちで前田を殴打して前田は失神。安生は傷害罪により略式起訴され、2000年1月5日に罰金20万円の略式命令を受けた。結果的に前田は失神してしまったが、本来は殴った後に「文句があったらリング上でやろう」という話にするつもりだったという。ちなみに安生が当日闘うはずだった相手は当時世界最強のMMAファイターとうたわれたフランク・シャムロックであり、前田はそれを聞いて「安生など30秒もたない」との侮辱発言に及んでいた。

## 人物
- 実兄は国際資格取得の専門学校と人材派遣業運営を主とする会社「ANJOインターナショナル」（2006年倒産）創業者だった安生浩太郎（現在は株式会社SPACEサーチ社長）、家族や本人も帰国子女の為、英会話は堪能である[14]。祖父、父ともに東大卒であり、本人もニュージーランド在住中は神童と呼ばれていたものの帰国後は日本の学校のほうが学習の進度が早かったこともあり高校中退となった[15]。
- 芸能事務所「株式会社アネット」の社長を務めていた。アネットにはエスパー伊東らが所属している（エスパー伊東とは同じ高校出身である）。
- 阪神タイガースファンであり、「優勝したら千本ノックを受ける」と発言した。その後、2003年に優勝したが、実際に千本ノックを受けたかどうかは不明である。

## 入場テーマ曲
- 「OVERHEAD KICK」（通常）
- 「JAMES BROWN IS DEAD」（廃盤）
- 「PROMENADE; TABLEAUX D'UNE EXPOSITION（『展覧会の絵』より）」/MODEST MUSSORGSKY（アン・ジョー司令長官として）

## 戦績

### 総合格闘技
| 総合格闘技 戦績 | 総合格闘技 戦績 | 総合格闘技 戦績 | 総合格闘技 戦績 | 総合格闘技 戦績 | 総合格闘技 戦績 | 総合格闘技 戦績 |
| --------------- | --------------- | --------------- | --------------- | --------------- | --------------- | --------------- |
| 6 試合          | (T)KO           | 一本            | 判定            | その他          | 引き分け        | 無効試合        |
| 0 勝            | 0               | 0               | 0               | 0               | 1               | 0               |
| 5 敗            | 1               | 3               | 1               | 0               | 1               | 0               |

| 勝敗 | 対戦相手               | 試合結果                              | 大会名                                                   | 開催年月日     |
| ×    | ハイアン・グレイシー   | 1R 8:33 腕ひしぎ十字固め              | PRIDE 男祭り 2004 -SADAME-                               | 2004年12月31日 |
| △    | チラギシビリ・ギア     | 5分3R終了 時間切れ                    | DEEP2001                                                 | 2001年1月8日   |
| ×    | マット・リンドランド   | 1R 2:57 TKO（マウントパンチ）         | UFC 29: Defense of the Belts                             | 2000年12月16日 |
| ×    | ムリーロ・ブスタマンチ | 2R 0:31 肩固め                        | UFC 25: Ultimate Japan 3                                 | 2000年4月14日  |
| ×    | タンク・アボット       | 15分1R終了 判定0-3                    | UFC Japan: Ultimate Japan 【ヘビー級トーナメント 1回戦】 | 1997年12月21日 |
| ×    | ジアン・アルバレス     | 1R 34:26 ギブアップ（マウントパンチ） | THE U-JAPAN SUPER FIGHTING '96 VOL.1                     | 1996年11月17日 |

### キックボクシング
| 勝敗 | 対戦相手 | 試合結果                                  | 大会名                                     | 開催年月日    |
| ×    | 中井一成 | 2R 1:22 KO（2ノックダウン：右ストレート） | K-1 SPIRITS '99 【K-1 JAPAN GP '99 1回戦】 | 1999年8月22日 |
| ×    | 佐竹雅昭 | 2R 1:02 TKO（右ハイキック）               | K-1 BUSHIDO '98 【JAPAN GP 1回戦】         | 1998年8月28日 |

### 異種格闘技
| 勝敗 | 対戦相手                   | 試合結果            | 大会名                                                 | 開催年月日     |
| △    | マンソン・ギブソン         | 20分1R終了 時間切れ | SHOOTFIGHTING CARNIVAL GROUND ZERO YOKOHAMA 〜格闘祭〜 | 1996年1月27日  |
| △    | チャンプア・ゲッソンリット | 5R終了 引分け       | U-COSMOS                                               | 1989年11月29日 |

## タイトル歴
東京プロレス
- TWAタッグ王座

 WAR
- WAR世界6人タッグ王座

全日本プロレス
- 世界タッグ王座

プロレス大賞
- 技能賞（1995年）

## 得意技
グランドクロス200（変形足4の字固め）
この技でヒール転向後の蝶野正洋からギブアップを奪ったこともある。永田裕志が同型のナガタ・ロックを使用している。永田は敬礼ポーズをしてから入る事もあり、一時期安生もそれをマネして敬礼ポーズをしてから入る事もあった。

## 引退興行
- 大会名：安生洋二引退試合大会「〜Y.A IS DEAD〜」
- 日時：2015年3月19日（木）
- 場所：後楽園ホール

| 引退セレモニー                                     |                                                     |                               |
| 主な花束贈呈来場者：桜庭和志、長州力 VTR：高田延彦 |                                                     |                               |
| 第7試合 安生洋二引退試合 時間無制限3本勝負         |                                                     |                               |
| ●安生洋二 高山善廣 山本喧一                        | 23分03秒 ゴッチ式パイルドライバー→体固め ※3本目のみ | 船木誠勝 鈴木みのる○ 菊田早苗 |
| 第6試合 45分1本勝負                                |                                                     |                               |
| ○ミノワマン 金原弘光                               | 13分06秒 ヒールホールド                             | 藤原喜明 松井大二郎●          |
| 第5試合 20分1本勝負 Uインター・ルール              |                                                     |                               |
| ○上山龍紀                                          | 14分26秒 スピニングチョーク                         | 中村大介●                     |
| 第4試合 20分1本勝負 Uインター・ルール              |                                                     |                               |
| ○中野巽耀                                          | 4分44秒 しゃちほこ固め                              | 岡田考●                       |
| 第3試合 20分1本勝負                                |                                                     |                               |
| ○佐野巧真 長井満也                                 | 9分22秒 ノーザンライトボム→体固め                   | 金村キンタロー 黒田哲広●      |
| 第2試合 20分1本勝負                                |                                                     |                               |
| ○入江秀忠                                          | 6分01秒 KO                                          | エドアルド・ホンダ●           |
| 第1試合 15分1本勝負                                |                                                     |                               |
| ○MAX宮沢                                           | 4分03秒 ひざ十字固め                                | 服部健太●                     |
| 開会宣言：安生洋二、レイザーラモン、島田二等兵     |                                                     |                               |